# Гусевка (Республика Алтай)
Гусевка — село в Чойском районе Республики Алтай России. Входит в Чойское сельское поселение.

## История
Основано в 1881 году.

## География
Расположено в северной части Республики Алтай, в низкогорной зоне, к востоку от Горно-Алтайска, по обоим берегам реки Иши. Примыкает к районному центру — селу Чоя.
Уличная сеть состоит из трёх географических объектов: ул. 40 лет Победы, ул. Зелёная, ул. Центральная

## Население
| 2010 | 2011 | 2012 | 2013 | 2014 | 2015 | 2016 |
| ---- | ---- | ---- | ---- | ---- | ---- | ---- |
| 327  | →327 | ↘322 | ↗332 | ↗343 | ↗359 | ↗363 |

В 1989 году проживало 230 человек, в 2002-м 288

## Инфраструктура
Буз РА Чойская центральная районная больница (ул. 40 лет Победы, 2А).
Сельское хозяйство, лично-подсобное хозяйство.

## Транспорт
С восточной стороны села проходит Телецкий тракт «Горно-Алтайск — Чоя — Верх-Бийск — Артыбаш (Телецкое озеро)»